# Trigana Air Flight 273
Trigana Air Flight 273 var en reguljärflygning mellan Jayapura och Wamena flygplats på Nya Guinea i Indonesien den 5 november 2024. Incidenten involverade en Boeing 737-500 (en äldre variant av Boeing 737). Medan planet var på väg ut mot landningsbanan fattade den vänstra motorn eld och flygplanet evakuerades innan fler delar av av flygplanet fattade eld. Planet evakuerades och alla besättningsmedlemmar och passagerare överlevde, men flera skadades och flygplanet förstördes.